# Can Riba (Rubí)
Can Riba és un edifici eclèctic del municipi de Rubí (Vallès Occidental) protegit com a bé cultural d'interès local. És una casa que va ser edificada per un indià que tornava de Xile, com a obsequi per a un germà seu que vivia en el poble.

## Descripció
És una casa entre mitgeres de planta rectangular que consta de planta baixa, pis i golfes. Té una estructura simètrica, amb dues portes d'entrada amb arc de punt rodó, dos balcons, etc. Enmig dels balcons, es va inserir una finestra amb decoració gòtica que pertanyia a una antiga masia que va existir en aquest terreny.
Les golfes s'han obert per una galeria amb arcs de totxo vist, sustentats per columnes salomòniques, també de totxo vist. La façana realitzada amb pedra, està coronada per una cornisa amb decoració de majòliques de trencadís.